# Circinotrichum britannicum
Circinotrichum britannicum är en svampart som beskrevs av P.M. Kirk 1981. Circinotrichum britannicum ingår i släktet Circinotrichum, divisionen sporsäcksvampar och riket svampar.   Inga underarter finns listade i Catalogue of Life.